# Гриндейл (Мичиган)
Гринде́йл (англ. Greendale) — тауншип в округе Мидленд (штат Мичиган, США). По данным переписи 2000 года, население посёлка составляло 1788 человек.

## История
Тауншип Гриндейл расположен на западной границе округа Мидленд, граничит с тауншипом Чиппева округа Изабелла.
На карте округа Мидленд от 1873 года было расположено 10 тауншипов, которые впоследствии были разделены на 16 посёлков, составляющих округ Мидленд сегодня. В 1875 году полковник Уильям Стернс и несколько других людей (инвесторов и друзей) из Берия (штат Огайо), попытались основать здесь идеальный город, «Централ-Сити». Их усилия не увенчались успехом, поскольку в других местах были более широкие возможности для создания поселения. Этот посёлок сегодня известен как Ойл-Сити. Он расположен примерно посередине между городами Мидленд и Маунт Плезант на Изабелла-Роуд (M-20).
Тауншип Гриндейл был частью более крупного района, тауншипа Джаспер. В 1882 году тауншип Джаспер был разделён на поселки Женева, Гриндейл и Джаспер. Тауншип Гриндейл был создан 5 января 1882 года, его первым инспектором стал Генри Вурхиз (англ. Henry Voorhees). В 1800-х годах лесозаготовки и сбор пушнины привлекали сюда людей. В это время здесь произошло два крупных пожара, один в 1882 году, а другой в 1896 году. О пожарах здесь напоминают старые сгоревшие остовы сосновых пней.
Времена крупных лесозаготовок и заготовок пушнины закончились примерно в начале 1900-х годов, потому что ресурсы здесь были исчерпаны. Вслед за бумом лесозаготовок пришёл период нефтедобычи и бурения скважин для добычи солёной (минерализованной) воды. Компания Dow Chemical Company, известная в те годы как «Dow», имела обширную сеть скважин на территории Гриндейла примерно с 1918—1919 по 1938 годы, когда скважины были заброшены. В 1980—1990-х годах компания провела большую работу по очистке и закрытию заброшенных скважин.
Компания Pure Oil построила промысел «Гриндейл» на нефтяном месторождении Маунт-Плезант к югу от Ойл-Сити после обнаружения огромных запасов нефти в 1928 году. Комплекс включал в себя служебные здания, а также 20 жилых домов для рабочих и их семей на Бей-Сити-Роуд, известной сейчас как Гриндейл-Корт. Ужасная трагедия произошла на этом месторождении в августе 1930 года, когда бурильщик Маккланахан пустил фонтан нефти. Нефть загорелась, в результате чего взорвались близлежащие резервуары для хранения, что привело к гибели 11 человек, в том числе беременной жены Маккланахана.
С 30 января 1882 года до 31 октября 1912 года здесь также находилось несколько почтовых отделений Соединённых Штатов. В XIX веке почтовое отделение Шеперда доставляло почту от дома к дому на лошадях и повозках.
Первоначальное здание поселкового совета находилось по адресу 1010 South Geneva Road и представляло собой простое деревянное однокомнатное строение, построенное в начале 1900-х годов (1903 или 1906). В 1975 году строение увеличилось в размерах вдвое: были добавлены фойе, кухня, две ванные комнаты и складское помещение.

## Демография
По данным переписи населения 2000 года, общая площадь тауншипа Гриндейл составляет 36,1 кв. миль (93,49857078313 км2). В тауншипе проживало 1788 человек, насчитывалось 616 домашних хозяйств и 482 семьи. Плотность населения была 49,5 чел на квадратную милю (19,1 чел/км2). В тауншипе насчитывалось 646 единиц жилья при средней плотности 17,9 человек на квадратную милю (6,9/км2). Расовый состав тауншипа состоял из: 95,81 % белых, 0,28 % афроамериканцев, 1,45 % коренных американцев, 0,28 % азиатов, 0,62 % представителей других рас и 1,57 % представителей двух или больше гонок. Латиноамериканцы составляли 1,90 % населения.
Среди 616 домохозяйств в 41,6 % были дети в возрасте до 18 лет, 62,2 % составляли супружеские пары, проживающие совместно, в 10,4 % домохозяйств проживали незамужние женщины, 21,6 % — не семейные домохозяйства. 18,5 % всех домохозяйств состояли из отдельных лиц, а в 6,3 % проживал один человек в возрасте 65 лет и старше. Средний размер домохозяйства составлял 2,90 человек, а средний размер семьи — 3,24 человека.
В тауншипе Гриндейл проживало 31,9 % населения в возрасте до 18 лет, 7,8 % от 18 до 24 лет, 33,1 % от 25 до 44 лет, 19,8 % от 45 до 64 лет и 7,3 % в возрасте 65 лет и старше. Медианный возраст составил 32 года. На каждые 100 женщин приходилось 93,9 мужчин. На каждые 100 женщин в возрасте 18 лет и старше приходилось 98,5 мужчин.
Средний доход домохозяйства в Гриндейле составлял 33 587 долларов, а средний доход семьи — 36 776 долларов. Средний доход мужчин составлял 32 000 долларов США по сравнению с 21 250 долларами США для женщин. Доход на душу населения в Гриндейле составлял 14 522 доллара. Около 10,3 % семей и 13,7 % населения находились ниже черты бедности, в том числе 18,7 % из них моложе 18 лет и 7,0 % лиц в возрасте 65 лет и старше.

## Образование и благоустройство
На протяжении многих лет в тануншипе было четыре школьных округа. Школьный округ № 1 Гиббс, расположенный на участке 27 и основанный в 1879 году, был единственным округом до 1884 года, в 1956 году он был присоединён к школьному округу № 4 Гриндейла. Школьный округ № 2 Гриндейла, расположенный на участке 30, был образован в 1884 году. Первоначально он назывался школой О’Доннелл, затем он был продан и стал называться школой Маллетт, в 1961 году он был присоединен к школьному округу Гриндейла № 4. Школьный округ Гриндейл № 3 был создан на базе школы Келли на углу улиц Коулман и Скул-роуд. Со временем школа была перенесена на участок к востоку от Ойл-Сити по адресу 4750 West Isabella Road и переименована в школу Плезантвью. В 2012 году она была перестроена и здесь открылось новое здание — общественный центр тауншипа Гриндейл.
Рименшнайдерский школьный округ № 4 располагался на Прейри-Роуд рядом с Аламандо-Роуд. Во время нефтяного бума 1930-х годов школа была перенесена к перекрёстку Изабелла-Роуд и Аламандо-Роуд. Было построено более просторное и современное двухэтажное кирпичное здание стоимостью около 10 000,00 долларов. Это здание в 1974—1975 годах стало общественным центром Западного округа. В конце концов, здание было снесено, а на его месте в 1988—1989 годах был открыт семейный центр Западного Мидленда, который стал очень активным и жизненно важным ресурсом в общине. В Центре работает детский сад, ведутся послешкольные занятия, оказывается семейное консультирование и услуги для пожилых людей.
Действующие школьные округа в тауншипе Гриндейл: Брекенридж, Баллок-Крик, Колман, Шеперд, Сент-Луис. Школы Баллок-Крик и Колман участвуют в объединении Midland County RESD и Breckenridge; Шеперд и Сент-Луис участвуют в объединении Gratiot-Isabella RESD.

## Сообщества
Ойл-Сити — неинкорпорированный населённый пункт, расположенный на пересечении дорог M-20 (Изабелла-Роуд) и Колман-Роуд возле реки Чиппева. Здесь ежегодно проводится музыкальный фестиваль рока и регги. Название населённого пункта происходит от расположенных вокруг нефтеперерабатывающих заводов, возникших во время нефтяного бума в 1920-х годах.

## Флаг
Флаг тауншипа Гриндейл был создан Хелен Грасс в 1990 году. На флаге, выполненном из войлока, вышивкой изображена самая заметная черта поселка — река Чиппева, а также другие исторические достопримечательности.